# 新発田駅
新発田駅（しばたえき）は、新潟県新発田市諏訪町（すわちょう）一丁目にある、東日本旅客鉄道（JR東日本）・日本貨物鉄道（JR貨物）の駅である。
羽越本線を所属線として、当駅を終点とする白新線を加えた2路線が乗り入れる1925年（大正14年）から1984年（昭和59年）まで、赤谷線も乗り入れていた。

## 歴史
- 1912年（大正元年）9月2日：信越線 新津駅 - 当駅間開通と同時に開業[1][2]。一般駅[2]。
- 1914年（大正3年）6月1日：村上線として中条駅まで延伸開業。新津 - 当駅間も村上線に編入され、村上線の駅となる。
- 1924年（大正13年）7月31日：村上 - 鼠ヶ関間の開業に伴い村上線が羽越線に編入され全通、羽越線の駅となる。
- 1925年（大正14年）11月20日：赤谷線が開業[3]。羽越本線の駅となる。
- 1952年（昭和27年）12月23日：白新線が葛塚駅（現在の豊栄駅）まで開業[3]。
- 1964年（昭和39年）6月9日：昭和天皇、香淳皇后が第19回国民体育大会開催に合わせて県内を行幸啓。新発田駅発、長岡駅行きのお召し列車が運転された[5]。
- 1972年（昭和47年）12月18日：現駅舎に改築し、旅行センターを開設[新聞 1]。
- 1973年（昭和48年）4月：みどりの窓口を開設。
- 1984年（昭和59年）4月1日：赤谷線が廃止[1][3]。
- 1985年（昭和60年）春ごろ：駅舎外右手に地下自由通路が完成し、駅の東側への直接通行が可能になる。
- 1986年（昭和61年）11月1日：荷物の取り扱いを廃止（ただし、新聞紙のみ取扱い継続）[2]。
- 1987年（昭和62年）4月1日：国鉄分割民営化により、JR東日本・JR貨物の駅となる[2]。
- 2002年（平成14年）3月ごろ：貨物列車の発着がなくなる。
- 2004年（平成16年）12月16日：自動改札機の供用を開始[報道 1]。
- 2006年（平成18年）1月21日：ICカード「Suica」の利用が可能となる（白新線のみ）[報道 2]。
- 2007年（平成19年）：立ち食いそば店が撤退。
- 2008年（平成20年）3月15日：羽越本線新津方面でICカード「Suica」の利用が可能となる[報道 3]。
- 2012年（平成24年）：駅舎耐震工事実施（12月ごろ完成）。
- 2014年（平成26年）
  - 4月1日：羽越本線村上方面でICカード「Suica」の利用が可能となる。ただし、中条駅・坂町駅・村上駅のいずれかでの乗降のみ[報道 4]。
  - 11月21日：外壁を城下町をイメージしたなまこ壁にするなどの駅舎に改装[報道 5][新聞 2]
- 2015年（平成27年）2月27日：エレベーターの供用を開始[6]。

### 橋上化計画
後述のように改札口が正面口側にしかなく、駅裏側からは利用しにくい構造となっていたうえ、駅構内はエレベーターが未設置であり、バリアフリー対応が長らく課題となっていた。こうした状況を受けて2000年代、市では橋上駅舎への改築も含め、駅舎の改修・改良について議論が進められていた。
その結果、橋上駅舎への改築が一旦決まったものの、2010年（平成22年）11月の新発田市長選挙では橋上化計画の中止を掲げた二階堂馨が当選。JR東日本新潟支社に対し計画の撤回を報告するとともに駅構内のバリアフリー化を検討するよう要請した。これを受けてJR新潟支社は駅構内の地下通路（駅舎および0・1番線側、2・3番線側の2か所）にエレベーターを新設する計画を立案・着工し、2015年（平成27年）2月27日より供用を開始した。

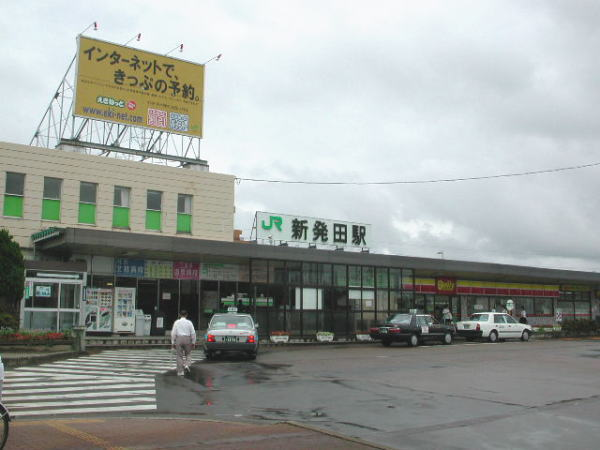
リニューアル工事前の駅舎（2004年7月）
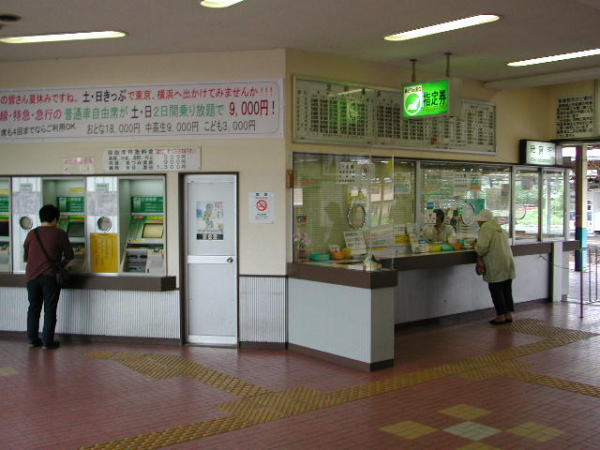
リニューアル前の改札付近（2004年7月）
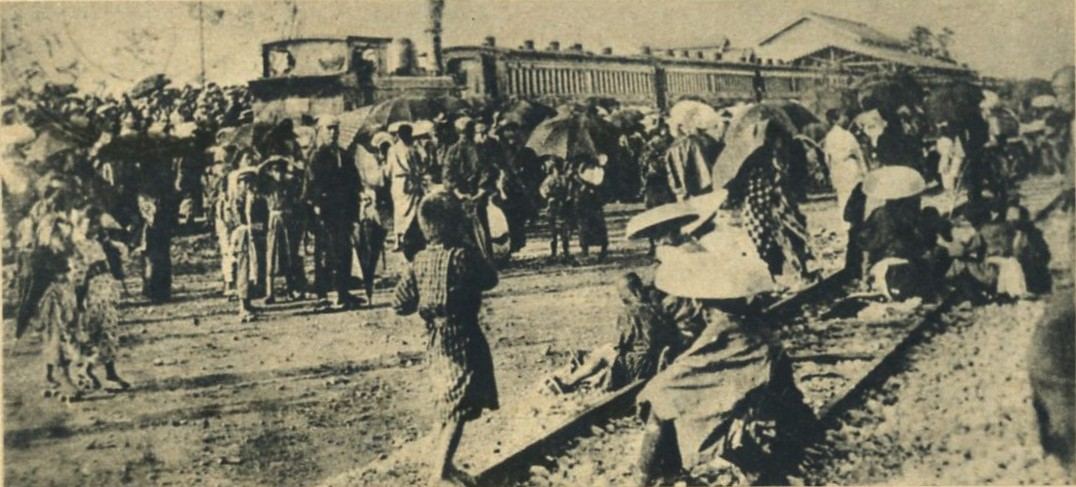
新発田駅で開業一番列車に集まる人々（1912年9月）

## 駅構造
単式ホーム1面1線（1番線）とその新潟寄りに設けられた切り欠き式ホーム1線（0番線）、島式ホーム1面2線（2・3番線）を持つ地上駅。両ホームは地下通路で連絡している。
直営駅で、駅舎はみどりの窓口、自動改札機（SuicaなどのICカード対応）、自動券売機、指定席券売機、待合室、デイリーヤマザキJR新発田駅店（Suicaショッピングサービス利用可）などがある。
かつては構内で、キヨスク・新発田三新軒が運営する駅弁売店や立食いそば店が、デイリーヤマザキ部分にはJR東日本系のコンビニ「JC」を経てイートインコーナーを備えた山崎製パン系のパン屋が存在した。現在は立食いそば店のあったところに新発田市コミュニティバス・新発田市市街地循環バスの共通回数券などを販売している観光案内所とコインロッカーが設置されている。
駅舎は正面口にのみあり、改札口から直接東口へ出ることはできない。駅の東側へは駅舎外、右手にある地下自由通路を経由する。
かつては駅からレンタサイクルの取り扱い駅であったが、2020年（令和2年）のサービス終了以降は駅前のイクネスしばたMINTO館において、観光情報センターによるレンタサイクルの貸出しが行われている。

### のりば
| 番線 | 路線      | 方向 | 行先                       | 備考        |
| ---- | --------- | ---- | -------------------------- | ----------- |
| 0    | ■白新線   | 上り | 豊栄・新潟方面             | 当駅始発    |
| 1    | ■羽越本線 | 下り | 村上・酒田・秋田・青森方面 |             |
| 2・3 | ■羽越本線 | 上り | 新津方面                   |             |
| 2・3 | ■白新線   | 上り | 豊栄・新潟方面             | おもに2番線 |

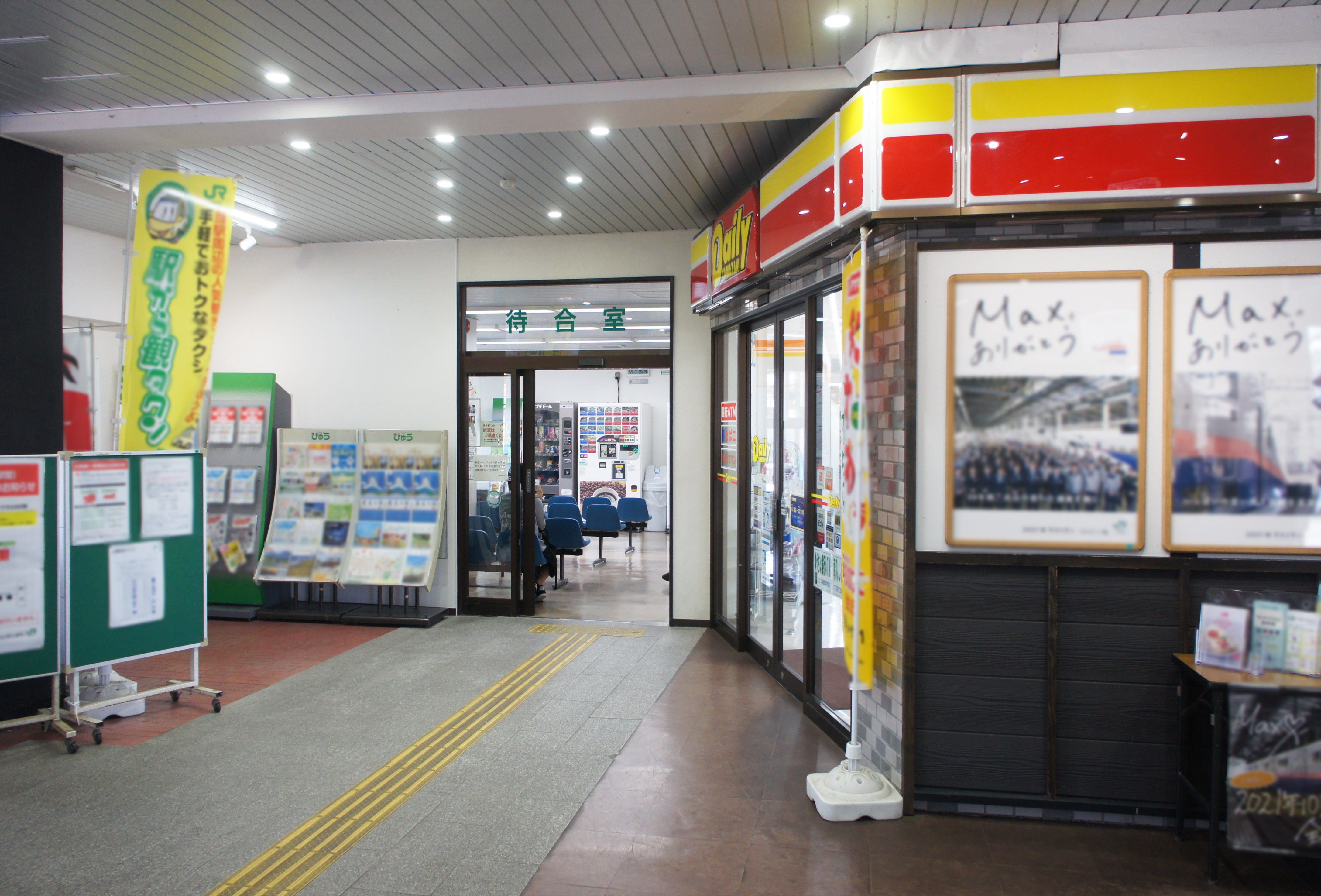
駅舎内（2021年9月）
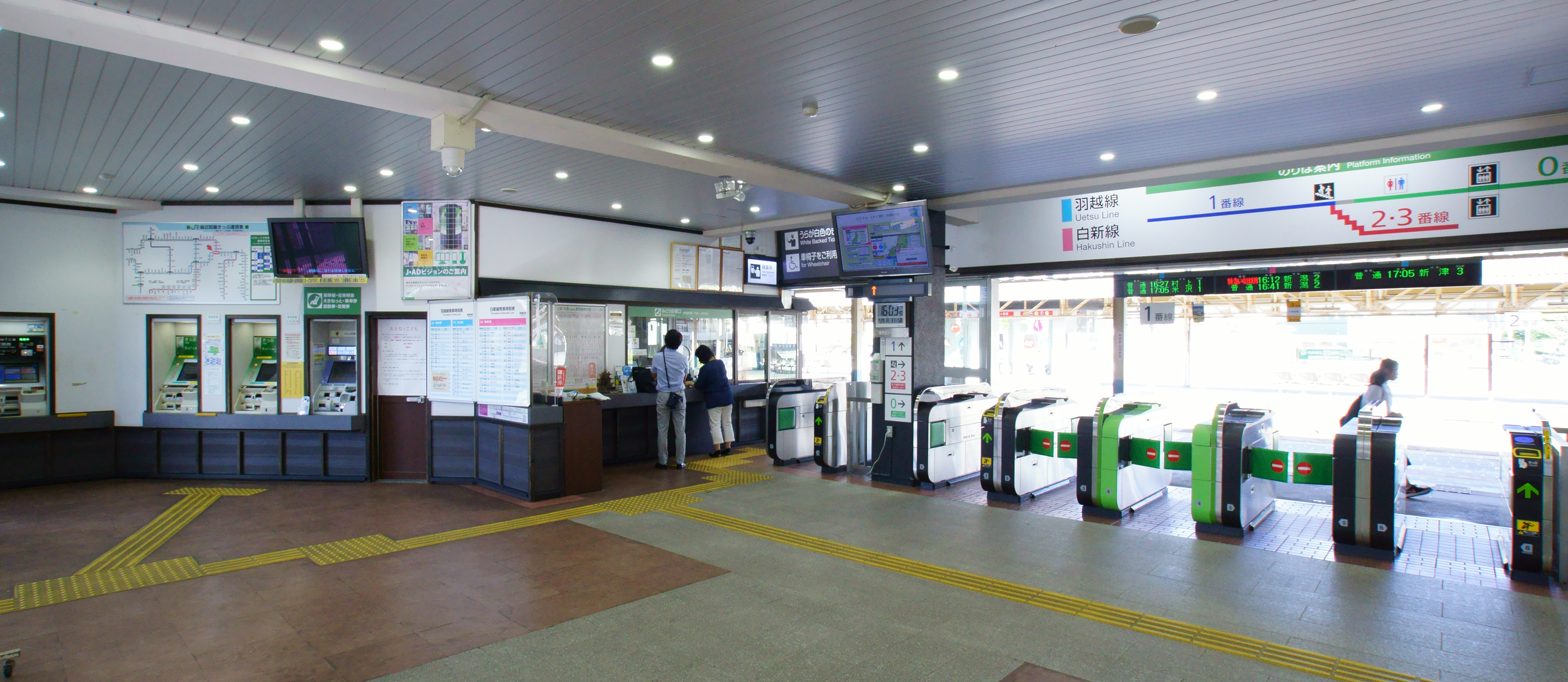
改札口（2016年8月）
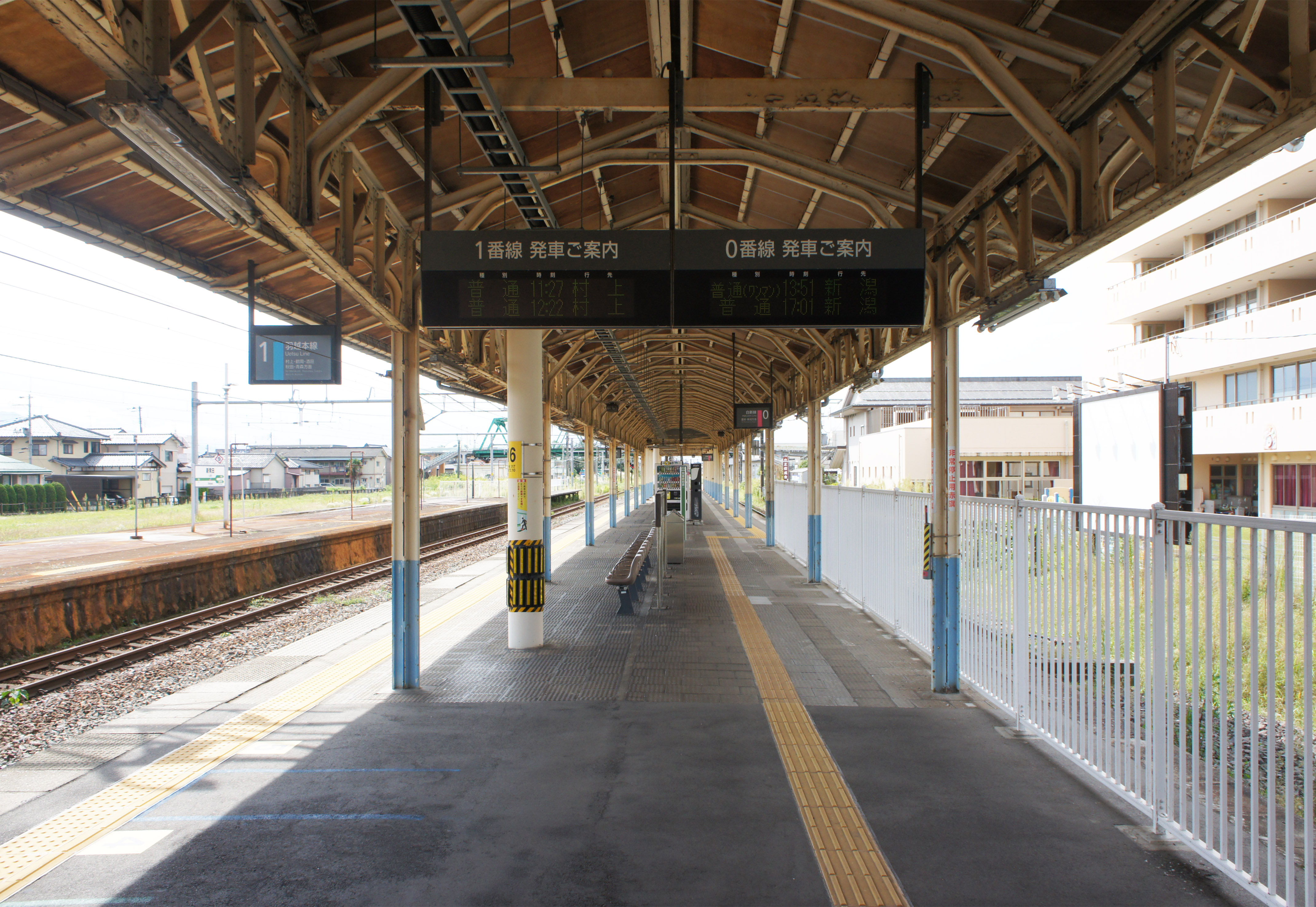
0・1番線ホーム（2021年9月）
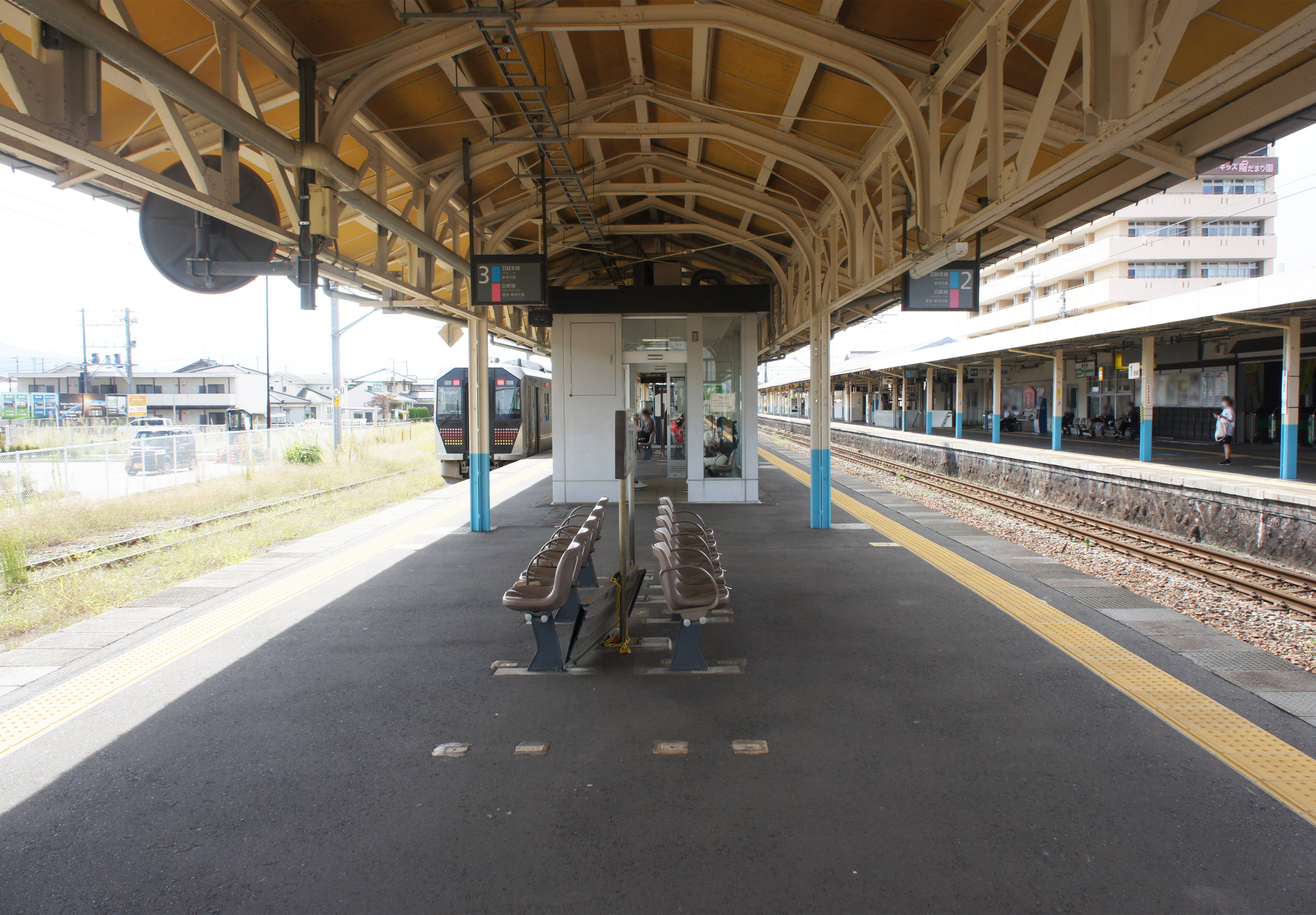
2・3番線ホーム（2021年9月）

## 貨物取扱

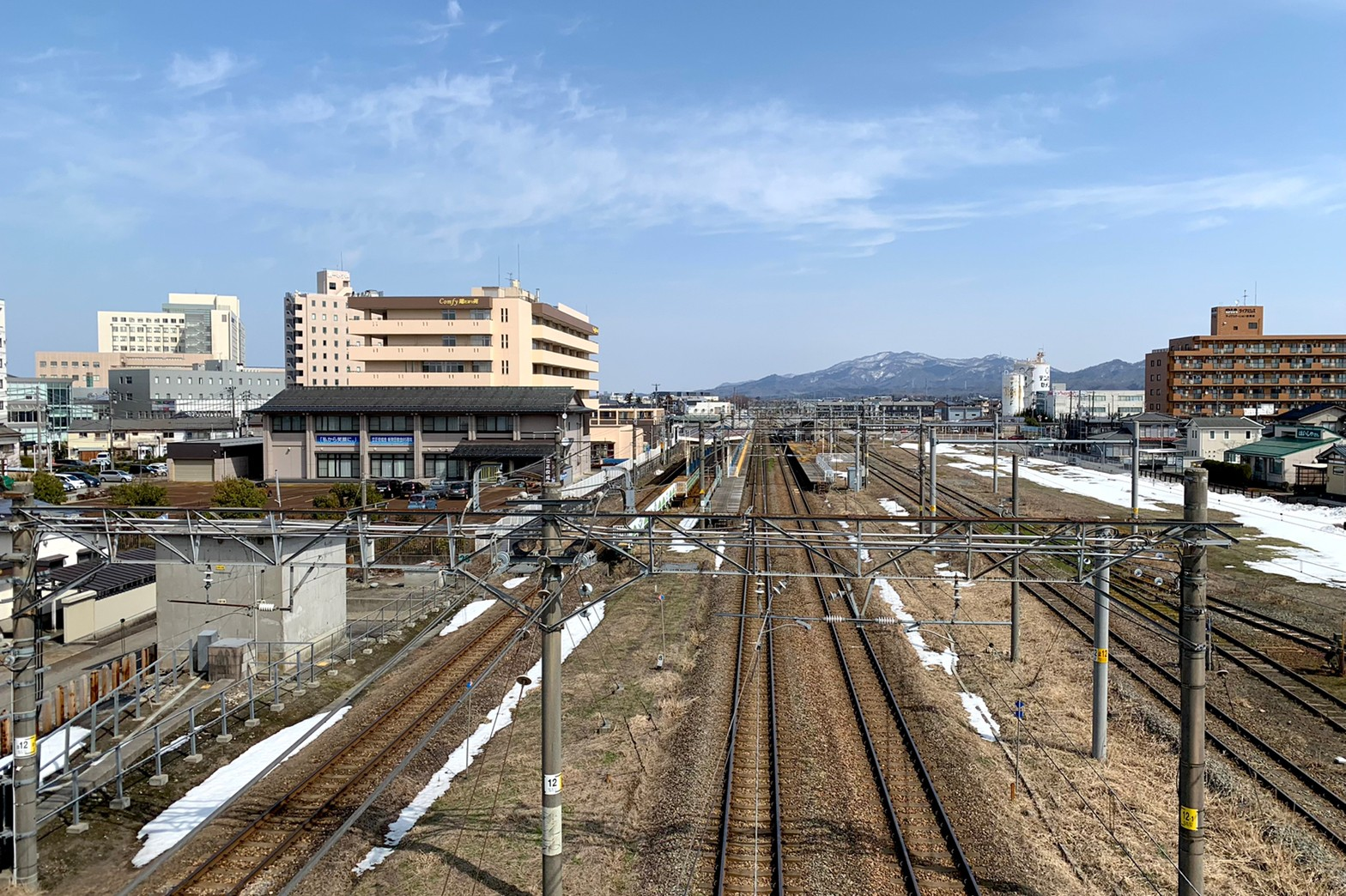
構内全景（2022年3月）
3番線の外側に側線やその撤去跡がある。

現在、JR貨物の駅は臨時車扱貨物の取り扱い駅となっており、貨物列車の発着がなくなっている。
かつては、3番線外側にある側線から駅の東にある電気化学工業新発田サービスステーションへ至る専用線が分岐していた。そのため、当駅には青海駅からセメントが到着していたが、2002年（平成14年）3月ごろに廃止された。
また駅舎北側の線路に沿った場所には、有蓋車用の貨物ホームが1980年代まで置かれていた。
その他、以下の専用線が存在していた。
- 大平洋金属専用線
- 新発田ガス専用線
- 出光興産専用線

## 駅弁
当駅で駅弁の販売は行っていない。
かつては新発田三新軒が駅弁「えびすし」・「すき焼き弁当」などを製造・販売していたが、1995年（平成7年）に当駅での駅弁販売を取りやめた。
新発田三新軒はその後、駅構内の区画整理のため新潟駅に移転、さらに1999年（平成11年）には系列の三新軒と共同で新津駅東口近くに事務所・調理場を設けた。新発田三新軒としては新潟駅のみで駅弁の販売を行っている。

## 利用状況
JR東日本によると、2023年度（令和5年度）の1日平均乗車人員は3,226人である。
2000年度（平成12年度）以降の推移は以下のとおりである。
| 1日平均乗車人員推移 | 1日平均乗車人員推移 | 1日平均乗車人員推移 | 1日平均乗車人員推移 | 1日平均乗車人員推移 |
| 年度                | 定期外              | 定期                | 合計                | 出典                |
| ------------------- | ------------------- | ------------------- | ------------------- | ------------------- |
| 2000年（平成12年）  |                     |                     | 5,190               | [ 利用客数 2 ]      |
| 2001年（平成13年）  |                     |                     | 5,144               | [ 利用客数 3 ]      |
| 2002年（平成14年）  |                     |                     | 5,063               | [ 利用客数 4 ]      |
| 2003年（平成15年）  |                     |                     | 4,910               | [ 利用客数 5 ]      |
| 2004年（平成16年）  |                     |                     | 4,696               | [ 利用客数 6 ]      |
| 2005年（平成17年）  |                     |                     | 4,520               | [ 利用客数 7 ]      |
| 2006年（平成18年）  |                     |                     | 4,346               | [ 利用客数 8 ]      |
| 2007年（平成19年）  |                     |                     | 4,172               | [ 利用客数 9 ]      |
| 2008年（平成20年）  |                     |                     | 4,089               | [ 利用客数 10 ]     |
| 2009年（平成21年）  |                     |                     | 3,948               | [ 利用客数 11 ]     |
| 2010年（平成22年）  |                     |                     | 3,901               | [ 利用客数 12 ]     |
| 2011年（平成23年）  |                     |                     | 3,910               | [ 利用客数 13 ]     |
| 2012年（平成24年）  | 818                 | 3,097               | 3,916               | [ 利用客数 14 ]     |
| 2013年（平成25年）  | 825                 | 3,146               | 3,971               | [ 利用客数 15 ]     |
| 2014年（平成26年）  | 818                 | 2,900               | 3,718               | [ 利用客数 16 ]     |
| 2015年（平成27年）  | 805                 | 2,899               | 3,705               | [ 利用客数 17 ]     |
| 2016年（平成28年）  | 820                 | 2,870               | 3,691               | [ 利用客数 18 ]     |
| 2017年（平成29年）  | 812                 | 2,783               | 3,595               | [ 利用客数 19 ]     |
| 2018年（平成30年）  | 805                 | 2,759               | 3,565               | [ 利用客数 20 ]     |
| 2019年（令和元年）  | 767                 | 2,737               | 3,505               | [ 利用客数 21 ]     |
| 2020年（令和02年）  | 422                 | 2,612               | 3,035               | [ 利用客数 22 ]     |
| 2021年（令和03年）  | 460                 | 2,510               | 2,970               | [ 利用客数 23 ]     |
| 2022年（令和04年）  | 560                 | 2,535               | 3,095               | [ 利用客数 24 ]     |
| 2023年（令和05年）  | 666                 | 2,560               | 3,226               | [ 利用客数 1 ]      |

## 駅周辺

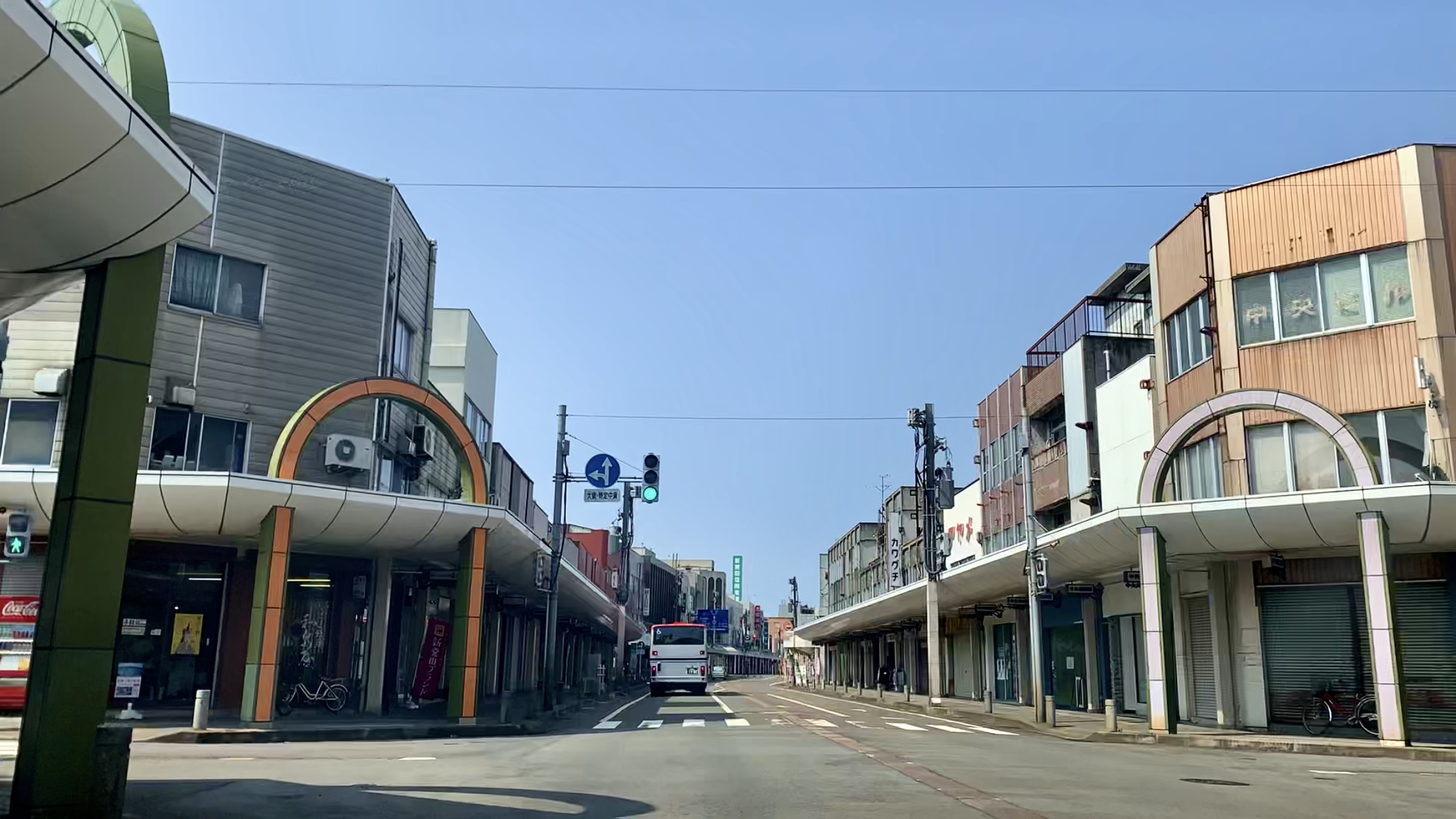
駅前から1 km以上続く歩道アーケード

新発田市は元々新発田城を中心として中心市街地が形成された城下町で、明治時代以降はこの新発田駅西側を軸に市街地が広がった。また大正時代に入り、1918年（大正7年）には駅そばで大倉製糸新発田工場が操業を開始したこともあいまって、人的・物的交流がさらに盛んになった。しかし、高度成長期を境にモータリゼーションが急速に進捗し、また、1981年（昭和56年）に大倉製糸が新発田工場を閉鎖して撤退したのを境に、旧市街地は急速に衰退。市郊外にはその後、新発田バイパスや新発田南バイパスなどの幹線道路の周辺にロードサイド型店舗やコモタウン、イオン新発田ショッピングセンターなど大型ショッピングセンターが相次いで出店した一方で、この間に旧市街地は、地元デパートのハヤカワ本店をはじめ、ダイエーカネダイ新発田店、ジャスコ新発田店などの大型店が相次いで閉店したのに加え、商店街の店舗も閉店が相次ぎ休日はシャッター通りとなり、さらに大倉製糸撤退後の遊休地も具体的な活用策が長年決まらないなど、徐々に空洞化が進んでいた。また、急速な宅地化によって住宅が密集するなどして防災上の問題が生じたのに加え、駅周辺も駐車場が不足して交通量の増加に対応しきれなくなるなどといった状況に陥りつつあった。
こうした中、老朽化が進んでいた新潟県立新発田病院（当時中央町の新発田郵便局の前に立地、2006年〈平成18年〉11月1日に現在地へ移転）の旧大倉製糸工場跡への移転・新築が決まったのに合わせ、新発田市では駅前周辺地区の大規模な区画整理を行う再開発事業に着手。新発田駅と県立病院の予定地を中心とした地区で、老朽化が進み密集していた店舗・住宅を撤去し、区画を整理して道路を増設した他、駅前広場の拡張などが行われた。新発田駅ではこの間、同年6月にロータリーを一旦駅舎北側（村上寄り、旧貨物ホーム跡）へ仮移設。駅正面の広場にロータリーを設け、バス停留所やタクシープールを新設するなどして、8月から順次供用を再開した。

### 正面口
駅前は新発田市の中心街。駅舎正面から北西へ真っ直ぐ伸びる県道32号（駅前通り）を中心とした商業地は、新発田駅前通り商店街となっている。
- 新潟県道32号新発田停車場線
- 新潟県道202号米倉板山新発田線
- 新潟県道14号新発田津川線
- 国道290号
- 新発田駅前複合施設「イクネスしばた」
- 諏訪神社
- 清水園・足軽長屋
- 王紋酒造
- 新発田税務署
- 新潟県立新発田南高等学校
- 新潟県立新発田農業高等学校
- 新潟県立新発田病院
- 新発田市中央公園・新発田市カルチャーセンター・新発田市ボランティアセンター
- 新発田市役所（ヨリネスしばた）
- 新発田警察署
- 新発田城

### 東口
駅東側へは駅舎横の地下通路で連絡している。東口側にはロータリーが設けられており、周辺には新興住宅地が広がる。
- 新潟県新発田地域振興局
- 新潟県立新発田高等学校
- 新潟交通観光バス 新発田営業所
- 電気化学工業 新発田サービスステーション
- 新発田市立東豊小学校
- ウオロク東新町店

## バス路線
駅前ロータリー内には路線バスと高速バスのバス停が設けられている。
かつて新発田駅前には一部のバス路線が乗り入れるのみだったが、2007年（平成19年）8月1日にロータリー内にバス停留所が集約され、また新発田市中心部を発着する全路線がこのロータリー内を経由するようになったことから、相互乗り換えが容易になった。また、2006年（平成18年）10月1日より、加治川・菅谷方面の一部路線が新潟交通北（当時）から、住民組織によるNPO法人七葉が運行する新発田市コミュニティバスに移管された。なお、イオン新発田ショッピングセンターへの無料シャトルバスも運転されていたが、こちらは新発田市が運行する市街地循環バス（あやめバス）に移管されている。
2025年（令和7年）4月現在の運行路線は次の通りである。
| のりば | 運行事業者       | 行先 | 備考 |
| ------ | ---------------- | --- | --- |
| 1      | 新潟交通観光バス | - E46：新潟市 - 佐々木（飯島）地区 - 聖籠エコミニバス「はまなす号」：聖籠町（次第浜）                                                                                     | - 佐々木（飯島）地区方面は土日、祝祭日、振替休日は運休 - 「はまなす号」は土休日運休                                                            |
| 2      | 新潟交通観光バス | - しうんじ号：紫雲寺地域 - ■ 川東コミュニティバス：川東地区 - かじかわ号：加治川地域 - しばたん観光バス                                                                   | - 「しうんじ号」は土休日および年末年始は運休 - 川東コミュニティバスは土休日、お盆、年末年始は運休 - 「かじかわ号」は土休日および年末年始は運休 |
| 3      | 新潟交通観光バス | - あかたに号：五十公野・赤谷地区 - ■ 松浦地区デマンド乗合タクシー「まつうら号」：松浦地区 - 本田・天王号：豊浦地域 - 豊浦地域予約型乗合タクシー「中浦・荒橋号」：豊浦地域 | 土休日および年末年始は運休 |
| 3      | 泉観光バス       | 高速「NETWORK」：池袋・バスタ新宿・東京ディズニーランド | |
| 4      | 新潟交通観光バス | - ■ あやめバス（いっすんぼうし号・外回り）：西新発田駅先回り - ■ あやめバス（おやゆびひめ号・内回り）：城北町先回り                                                       | |
| 4      | NPO法人七葉      | ■ 菅谷・加治コミュニティバス：熊出・上荒沢 | 元日は運休 |

## 隣の駅
東日本旅客鉄道（JR東日本）
- 特急「いなほ」、臨時快速「海里」停車駅

■羽越本線

■快速（下りのみ運転）
（白新線） - 新発田駅 → 中条駅
■普通
中浦駅 - 新発田駅 - 加治駅
■白新線
■快速（下りのみ運転）
豊栄駅 → 新発田駅 → （羽越本線加治方面）
■普通
西新発田駅 - 新発田駅 - （羽越本線加治方面）

### 廃止路線
日本国有鉄道
赤谷線
新発田駅 - 東中学校前仮乗降場 - 五十公野駅

### 記事本文

#### 報道発表資料
1. ↑  『平成16年11月27日（土）新潟駅で自動改札使用開始!』（PDF）（プレスリリース）東日本旅客鉄道新潟支社、2004年11月27日。オリジナルの2006年1月8日時点におけるアーカイブ。2021年1月8日閲覧。
2. ↑  『2006年1月21日（土）新潟エリアSuicaデビュー!』（PDF）（プレスリリース）東日本旅客鉄道新潟支社、2005年9月21日。オリジナルの2006年1月5日時点におけるアーカイブ。2021年1月8日閲覧。
3. ↑  『2008年3月 Suicaがますます便利になります』（PDF）（プレスリリース）東日本旅客鉄道、2007年12月21日。オリジナルの2016年3月4日時点におけるアーカイブ。2020年5月29日閲覧。
4. ↑  『Suicaの一部サービスをご利用いただける駅が増えます』（PDF）（プレスリリース）東日本旅客鉄道、2013年11月29日。オリジナルの2020年5月25日時点におけるアーカイブ。2020年5月25日閲覧。
5. ↑  『新潟DCに合わせて駅が新しく生まれ変わります!』（pdf）（プレスリリース）東日本旅客鉄道新潟支社、2013年10月30日。オリジナルの2014年2月9日時点におけるアーカイブ。2017年8月12日閲覧。

#### 新聞記事
1. ↑  「新発田駅の改築オープン」『交通新聞』交通協力会、1972年12月21日、2面。
2. ↑  「新発田駅、白・黒でリニューアル／新潟県」『朝日新聞』朝日新聞社、2013年11月22日、＜新潟全県＞（東京地方版／新潟）、29面。
3. ↑  「新発田市長に二階堂氏 JR駅の橋上化中止を訴えて初当選」『読売新聞』2010年11月22日。オリジナルの2015年7月16日時点におけるアーカイブ。2015年7月16日閲覧。

#### バス
1. ↑  “バスの時刻表と路線図 | 新潟県新発田市公式ホームページ”.   新発田市. 2025年4月13日閲覧。
2. 1 2  “聖籠町循環バス 聖籠エコミニバス時刻表” (PDF).   聖籠町. 2025年4月13日閲覧。
3. ↑  “新潟交通観光バス時刻表【飯島線】” (PDF). バスの時刻表と路線図 | 新潟県新発田市公式ホームページ.   新発田市. 2025年4月13日閲覧。
4. 1 2  “紫雲寺地域公共交通 しうんじ号利用ガイド” (PDF). バスの時刻表と路線図 | 新潟県新発田市公式ホームページ.   新発田市. 2025年4月13日閲覧。
5. ↑  “川東コミュニティバス路線図” (PDF). バスの時刻表と路線図 | 新潟県新発田市公式ホームページ.   新発田市. 2025年4月13日閲覧。
6. 1 2  “川東コミュニティバス時刻表” (PDF). バスの時刻表と路線図 | 新潟県新発田市公式ホームページ.   新発田市. 2025年4月13日閲覧。
7. 1 2  “加治川地域公共交通 かじかわ号利用ガイド” (PDF). バスの時刻表と路線図 | 新潟県新発田市公式ホームページ.   新発田市. 2025年4月13日閲覧。
8. 1 2  “五十公野～赤谷地区公共交通 あかたに号利用ガイド” (PDF). バスの時刻表と路線図 | 新潟県新発田市公式ホームページ.   新発田市. 2025年4月13日閲覧。
9. 1 2  “松浦地区デマンド（予約型）乗合タクシー まつうら号利用ガイド” (PDF). バスの時刻表と路線図 | 新潟県新発田市公式ホームページ.   新発田市. 2025年4月13日閲覧。
10. 1 2  “豊浦地域コミュニティバス 本田・天王号利用ガイド” (PDF). バスの時刻表と路線図 | 新潟県新発田市公式ホームページ.   新発田市. 2025年4月13日閲覧。
11. 1 2  “豊浦地域予約型乗合タクシー 中浦・荒橋号利用ガイド” (PDF). バスの時刻表と路線図 | 新潟県新発田市公式ホームページ.   新発田市. 2025年4月13日閲覧。
12. ↑  “高速路線バス - 新潟県内・成田 東京・千葉の貸切 観光バス 高速乗合バス - 泉観光バス株式会社”.   泉観光バス. 2025年4月13日閲覧。
13. 1 2  “あやめバスご利用ガイド” (PDF). バスの時刻表と路線図 | 新潟県新発田市公式ホームページ.   新発田市. 2025年4月13日閲覧。
14. 1 2  “あやめバス時刻・路線図” (PDF). バスの時刻表と路線図 | 新潟県新発田市公式ホームページ.   新発田市. 2025年4月13日閲覧。
15. ↑  “菅谷・加治コミュニティバス時刻表” (PDF). バスの時刻表と路線図 | 新潟県新発田市公式ホームページ.   新発田市. 2025年4月13日閲覧。
16. ↑  “新発田市コミュニティバス【路線図】” (PDF). バスの時刻表と路線図 | 新潟県新発田市公式ホームページ.   新発田市. 2025年4月13日閲覧。

### 利用状況
1. 1 2  “各駅の乗車人員（2023年度）”.   東日本旅客鉄道. 2024年7月21日閲覧。
2. ↑  “各駅の乗車人員（2000年度）”.   東日本旅客鉄道. 2019年2月25日閲覧。
3. ↑  “各駅の乗車人員（2001年度）”.   東日本旅客鉄道. 2019年2月25日閲覧。
4. ↑  “各駅の乗車人員（2002年度）”.   東日本旅客鉄道. 2019年2月25日閲覧。
5. ↑  “各駅の乗車人員（2003年度）”.   東日本旅客鉄道. 2019年2月25日閲覧。
6. ↑  “各駅の乗車人員（2004年度）”.   東日本旅客鉄道. 2019年2月25日閲覧。
7. ↑  “各駅の乗車人員（2005年度）”.   東日本旅客鉄道. 2019年2月25日閲覧。
8. ↑  “各駅の乗車人員（2006年度）”.   東日本旅客鉄道. 2019年2月25日閲覧。
9. ↑  “各駅の乗車人員（2007年度）”.   東日本旅客鉄道. 2019年2月25日閲覧。
10. ↑  “各駅の乗車人員（2008年度）”.   東日本旅客鉄道. 2019年2月25日閲覧。
11. ↑  “各駅の乗車人員（2009年度）”.   東日本旅客鉄道. 2019年2月25日閲覧。
12. ↑  “各駅の乗車人員（2010年度）”.   東日本旅客鉄道. 2019年2月25日閲覧。
13. ↑  “各駅の乗車人員（2011年度）”.   東日本旅客鉄道. 2019年2月25日閲覧。
14. ↑  “各駅の乗車人員（2012年度）”.   東日本旅客鉄道. 2019年2月25日閲覧。
15. ↑  “各駅の乗車人員（2013年度）”.   東日本旅客鉄道. 2019年2月25日閲覧。
16. ↑  “各駅の乗車人員（2014年度）”.   東日本旅客鉄道. 2019年2月25日閲覧。
17. ↑  “各駅の乗車人員（2015年度）”.   東日本旅客鉄道. 2019年2月25日閲覧。
18. ↑  “各駅の乗車人員（2016年度）”.   東日本旅客鉄道. 2019年2月25日閲覧。
19. ↑  “各駅の乗車人員（2017年度）”.   東日本旅客鉄道. 2019年2月25日閲覧。
20. ↑  “各駅の乗車人員（2018年度）”.   東日本旅客鉄道. 2019年7月21日閲覧。
21. ↑  “各駅の乗車人員（2019年度）”.   東日本旅客鉄道. 2020年7月13日閲覧。
22. ↑  “各駅の乗車人員（2020年度）”.   東日本旅客鉄道. 2021年7月25日閲覧。
23. ↑  “各駅の乗車人員（2021年度）”.   東日本旅客鉄道. 2022年8月8日閲覧。
24. ↑  “各駅の乗車人員（2022年度）”.   東日本旅客鉄道. 2023年7月12日閲覧。